# 2087 Kochera
2087 Kochera је астероид главног астероидног појаса са средњом удаљеношћу од Сунца која износи 2,205 астрономских јединица (АЈ).
Апсолутна магнитуда астероида је 13,1.